# Mpeketoni
Mpeketoni – miejscowość w Kenii w hrabstwie Lamu w Prowincji Nadmorskiej. Liczba ludności w marcu 2006 roku wyniosła ok. 31 000 osób.
15 czerwca 2014 roku w ataku terrorystycznym przeprowadzonym w Mpektonii przez somalijskich islamistów zginęło 48 osób. Ucierpiały również budynki hotelowe, komisariat policji i stacja benzynowa, pod które podłożono ogień.